# Aire urbaine de Voiron
Pour les articles homonymes, voir Voiron (homonymie).
L'aire urbaine de Voiron est une ancienne aire urbaine française centrée sur l'agglomération de Voiron. 155e aire urbaine de France métropolitaine en 1999, elle a été incorporée en 2011 par l'INSEE à l'aire urbaine de Grenoble.

## Caractéristiques
D'après la définition qu'en donne l'INSEE, l'aire urbaine de Voiron est composée de 9 communes, situées dans l'Isère. En 1999, ses 42 131 habitants faisaient d'elle la 155e aire urbaine de France. En 2007 elle comptait 44 558 habitants. Le 10 mai 2011, l'INSEE a publié la base de données des nouvelles délimitations des unités urbaines françaises au 1er janvier 2010 et celle de Voiron qui se confondait avec son aire urbaine a rejoint l'unité urbaine de Grenoble. Par conséquent l'aire urbaine de Voiron n'existe plus.
Les 9 communes de l'aire urbaine sont des pôles urbains.
Le tableau suivant détaille la répartition de l'aire urbaine sur le département (les pourcentages s'entendent en proportion du département) :
| Département | Communes | Communes (%) | Superficie (km²) | Superficie (%) | Population (1999) | Population (%) |
| ----------- | -------- | ------------ | ---------------- | -------------- | ----------------- | -------------- |
| Isère       | 9        | 1,7          | 101,27           | 1,4            | 42 131            | 3,9            |

## Communes
Voici la liste des communes françaises de l'aire urbaine de Voiron.
| Code INSEE | Commune               | Type        | Département | Superficie (km²) | Population (1999) | Densité (hab./km²) |
| ---------- | --------------------- | ----------- | ----------- | ---------------- | ----------------- | ------------------ |
| 38061      | La Buisse             | Pôle urbain | Isère       | +0011,53         | +0 0002 405,      | +00208,59          |
| 38105      | Chirens               | Pôle urbain | Isère       | +0017,53         | +0 0001 889,      | +00107,76          |
| 38133      | Coublevie             | Pôle urbain | Isère       | +0007,05         | +0 0003 743,      | +00530,92          |
| 38239      | Moirans               | Pôle urbain | Isère       | +0020,06         | +0 0007 495,      | +00373,63          |
| 38270      | La Murette            | Pôle urbain | Isère       | +0004,22         | +0 0001 617,      | +00383,18          |
| 38373      | Saint-Cassien         | Pôle urbain | Isère       | +0005,67         | +00 000960,       | +00169,31          |
| 38400      | Saint-Jean-de-Moirans | Pôle urbain | Isère       | +0006,43         | +0 0002 680,      | +00416,8           |
| 38563      | Voiron                | Pôle urbain | Isère       | +0021,9          | +00019 794,       | +00903,84          |
| 38566      | Vourey                | Pôle urbain | Isère       | +0006,88         | +0 0001 548,      | +00225,            |
|            | Total                 |             |             | +0101,27         | +00042 131,       | +00416,03          |